# Heminodus philippinus
Heminodus philippinus är en fiskart som beskrevs av Smith, 1917. Heminodus philippinus ingår i släktet Heminodus och familjen Peristediidae. Inga underarter finns listade i Catalogue of Life.